# Turó dels Masets
El Turó dels Masets és una muntanya de 173 metres que es troba al municipi de Freginals, a la comarca catalana del Montsià.
Aquesta muntanya és una prolongació septentrional de la Serra de Godall.